# Mistrzostwa Świata Juniorów w Hokeju na Lodzie 2017/Elita
41. Mistrzostwa Świata Juniorów w Hokeju na Lodzie Elity 2017 odbyły się w kanadyjskich miastach: Montrealu oraz Toronto, w dniach 26 grudnia 2016–5 stycznia 2017. Mecze rozgrywane były w Kanadzie po raz trzynasty w historii.

## Organizacja
Lodowiska
| Bell Centre Pojemność: 21 287 | Air Canada Centre Pojemność: 19 746 |
| ----------------------------- | ----------------------------------- |
|                               |                                     |
| Kanada – Montreal             | Kanada – Toronto                    |

W tej części mistrzostw uczestniczyło 10 najlepszych drużyn na świecie. System rozgrywania meczów był inny niż w niższych dywizjach. Najpierw drużyny rozgrywały mecze w fazie grupowej (2 grupy po 5 zespołów), systemem każdy z każdym. Po raz pierwszy w tych rozgrywkach zmieniono sposób kwalifikacji do fazy pucharowej. Pierwsze cztery zespoły w fazie grupowej awansowały do ćwierćfinałów. Zmianie uległa również formuła wyłonienia drużyny, która spada do pierwszej dywizji. Najsłabsza drużyna każdej z grup grała w fazie play-out do dwóch zwycięstw. Drużyna, która dwukrotnie przegrała spadła do niższej dywizji.

## Sędziowie
IIHF wyznaczyło 12 głównych arbitrów oraz 10 liniowych. Oto lista wybranych
| Sędziowie główni: - Mark Lemelin - Maksim Sidorenko - Darcy Burchell - Jan Hribik - Anssi Salonen - Marian Rohatsch - Konstantin Olenin - Daniel Stricker - Jozef Kubus - Tobias Bjork - Marcus Linde - Brett Sheva | Liniowi - Dmitrij Goliak - Nathan Vanoosten - Libor Suchanek - Henrik Haurum - Sakari Suominen - Lukas Kohlmuller - Jakow Palej - Nicolas Fluri - Jimmy Dahmen - Jake Davis |

## Faza grupowa
Grupa A
| 26 grudnia 2016 | Szwecja | 6:1 | Dania | Bell Centre, Montreal |

| Szczegóły      | Szczegóły | Szczegóły       | Szczegóły          | Szczegóły                                                                                                  |
| -------------- | --- | --------------- | ------------------ | --- |
| Godzina: 13:00 | A. Nylander (EQ) 10:11 J. Eriksson Ek (EQ) 18:24 J. Dahlen (EQ) 24:30 C. Grundstrom (SH1) 26:26 R. Dahlin (EQ) 33:12 A. Nylander (EQ) 38:22 | (2:0, 4:0, 0:1) | 57:53 (EQ) N. Krag | Widzów: 4518 Sędzia główny: Marian Rohatsch Anssi Salonen Sędziowie liniowi: Nicolas Fluri Sakari Suominen |
| Godzina: 13:00 | 6 min. |                 | 2 min.             | Widzów: 4518 Sędzia główny: Marian Rohatsch Anssi Salonen Sędziowie liniowi: Nicolas Fluri Sakari Suominen |

| 26 grudnia 2016 | Czechy | 2:1 | Finlandia | Bell Centre, Montreal |

| Szczegóły      | Szczegóły                                    | Szczegóły       | Szczegóły           | Szczegóły                                                                                                |
| -------------- | -------------------------------------------- | --------------- | ------------------- | --- |
| Godzina: 17:00 | D. Krenželok (EQ) 04:27 M. Špaček (EQ) 58:42 | (1:1, 0:0, 1:0) | 08:46 (EQ) J. Luoto | Widzów: 4703 Sędzia główny: Tobias Bjork Daniel Stricker Sędziowie liniowi: Jakow Palej Nathan Vanoosten |
| Godzina: 17:00 | 2 min.                                       |                 | 4 min.              | Widzów: 4703 Sędzia główny: Tobias Bjork Daniel Stricker Sędziowie liniowi: Jakow Palej Nathan Vanoosten |

| 27 grudnia 2016 | Czechy | 3:4 pd. | Szwajcaria | Bell Centre, Montreal |

| Szczegóły      | Szczegóły                                                              | Szczegóły            | Szczegóły                                                                                | Szczegóły                                                                                                  |
| -------------- | ---------------------------------------------------------------------- | -------------------- | ---------------------------------------------------------------------------------------- | --- |
| Godzina: 13:00 | R. Koblizek (EQ) 45:02 F. Chlapik (PP1) 50:41 F. Chlapik (EQ/EA) 59:44 | (0:0, 0:2, 3:1, 0:1) | 29:19 (EQ) L. In Albon 36:03 (EQ) C. Thürkauf 48:34 (PP1) D. Riat 60:23 (EQ) N. Hischier | Widzów: 4683 Sędzia główny: Mark Lemelin Anssi Salonen Sędziowie liniowi: Lukas Kohlmuller Sakari Suominen |
| Godzina: 13:00 | 14 min.                                                                |                      | 8 min.                                                                                   | Widzów: 4683 Sędzia główny: Mark Lemelin Anssi Salonen Sędziowie liniowi: Lukas Kohlmuller Sakari Suominen |

| 27 grudnia 2016 | Dania | 3:2 | Finlandia | Bell Centre, Montreal |

| Szczegóły      | Szczegóły                                                          | Szczegóły       | Szczegóły                                          | Szczegóły                                                                                            |
| -------------- | ------------------------------------------------------------------ | --------------- | -------------------------------------------------- | --- |
| Godzina: 17:30 | W. Boysen (PP1) 05:20 D. Madsen (EQ) 17:40 J. Blichfeld (EQ) 35:53 | (2:0, 1:0, 0:2) | 44:17 (EQ) U. Vaakanainen 55:30 (EQ) K. Björkqvist | Widzów: 4733 Sędzia główny: Tobias Bjork Robin Sir Sędziowie liniowi: Nicolas Fluri Nathan Vanoosten |
| Godzina: 17:30 | 12 min.                                                            |                 | 10 min.                                            | Widzów: 4733 Sędzia główny: Tobias Bjork Robin Sir Sędziowie liniowi: Nicolas Fluri Nathan Vanoosten |

| 28 grudnia 2016 | Szwajcaria | 2:4 | Szwecja | Bell Centre, Montreal |

| Szczegóły      | Szczegóły                                           | Szczegóły       | Szczegóły                                                                                          | Szczegóły                                                                                             |
| -------------- | --------------------------------------------------- | --------------- | -------------------------------------------------------------------------------------------------- | --- |
| Godzina: 17:00 | J. Siegenthaler (PP1) 05:08 C. Thürkauf (PP1) 26:17 | (1:2, 1:0, 0:2) | 04:13 (EQ) J. Eriksson Ek 06:38 (EQ) L. Andersson 54:52 (EQ) J. Eriksson Ek 57:11 (EQ) L. Carlsson | Widzów: 5630 Sędzia główny: Marian Rohatsch Robin Sir Sędziowie liniowi: Lukas Kohlmuller Jakow Palej |
| Godzina: 17:00 | 10 min.                                             |                 | 14 min.                                                                                            | Widzów: 5630 Sędzia główny: Marian Rohatsch Robin Sir Sędziowie liniowi: Lukas Kohlmuller Jakow Palej |

| 29 grudnia 2016 | Dania | 3:2 pd. | Czechy | Bell Centre, Montreal |

| Szczegóły      | Szczegóły                                                      | Szczegóły       | Szczegóły                                | Szczegóły                                                                                        |
| -------------- | -------------------------------------------------------------- | --------------- | ---------------------------------------- | ------------------------------------------------------------------------------------------------ |
| Godzina: 13:00 | J. Blichfeld (PP1) 28:41 N. Krag (EQ) 53:36 M. From (EQ) 60:47 | (0:1, 1:1, 1:0) | 07:56 (EQ) M. Nečas 30:29 (EQ) F. Hronek | Widzów: 4536 Sędzia główny: Marcus Linde Brett Sheva Sędziowie liniowi: Jimmy Dahmen Jakow Palej |
| Godzina: 13:00 | 8 min.                                                         |                 | 8 min.                                   | Widzów: 4536 Sędzia główny: Marcus Linde Brett Sheva Sędziowie liniowi: Jimmy Dahmen Jakow Palej |

| 29 grudnia 2016 | Finlandia | 1:3 | Szwecja | Bell Centre, Montreal |

| Szczegóły      | Szczegóły              | Szczegóły       | Szczegóły                                                              | Szczegóły                                                                                      |
| -------------- | ---------------------- | --------------- | ---------------------------------------------------------------------- | ---------------------------------------------------------------------------------------------- |
| Godzina: 17:30 | A. Räsänen (PP1) 16:35 | (1:0, 0:1, 0:2) | 32:16 (EQ) L. Andersson 41:24 (EQ) A. Nylander 59:00 (ENG) A. Nylander | Widzów: 9062 Sędzia główny: Jan Hribik Jozef Kubus Sędziowie liniowi: Jake Davis Henrik Haurum |
| Godzina: 17:30 | brak                   |                 | 8 min.                                                                 | Widzów: 9062 Sędzia główny: Jan Hribik Jozef Kubus Sędziowie liniowi: Jake Davis Henrik Haurum |

| 30 grudnia 2016 | Szwajcaria | 5:4 pk. | Dania | Bell Centre, Montreal |

| Szczegóły      | Szczegóły | Szczegóły                 | Szczegóły                                                                             | Szczegóły                                                                                           |
| -------------- | --- | ------------------------- | ------------------------------------------------------------------------------------- | --------------------------------------------------------------------------------------------------- |
| Godzina: 17:00 | N. Hischier (EQ) 17:56 Y. Zehnder (EQ) 26:29 N. Eggenberger (EQ) 32:26 Y. Zehnder (EQ) 43:35 M. Miranda (GWG) 65:00 | (1:3, 2:1, 1:0, 0:0, 1:0) | 00:20 (EQ) A. True 03:45 (EQ) J. Blichfeld 13:40 (PP1) N. Andersen 20:28 (EQ) M. From | Widzów: 6006 Sędzia główny: Darcy Burchell Jozef Kubus Sędziowie liniowi: Jake Davis Libor Suchanek |
| Godzina: 17:00 | 6 min. |                           | 20 min.                                                                               | Widzów: 6006 Sędzia główny: Darcy Burchell Jozef Kubus Sędziowie liniowi: Jake Davis Libor Suchanek |

| 31 grudnia 2016 | Szwecja | 5:2 | Czechy | Bell Centre, Montreal |

| Szczegóły      | Szczegóły                                                                                                  | Szczegóły       | Szczegóły                                | Szczegóły                                                                                                |
| -------------- | --- | --------------- | ---------------------------------------- | --- |
| Godzina: 13:00 | R. Asplund (EQ) 00:37 J. Dahlen (PP1) 08:56 J. Looke (EQ) 16:46 J. Dahlen (EQ) 37:09 J. Dahlen (PP1) 43:34 | (3:0, 1:0, 1:2) | 53:09 (EQ) D. Kaše 57:28 (PP1) F. Hronek | Widzów: 6259 Sędzia główny: Brett Sheva Maksim Sidorenko Sędziowie liniowi: Dmitrij Goliak Henrik Haurum |
| Godzina: 13:00 | 14 min. |                 | 10 min.                                  | Widzów: 6259 Sędzia główny: Brett Sheva Maksim Sidorenko Sędziowie liniowi: Dmitrij Goliak Henrik Haurum |

| 31 grudnia 2016 | Finlandia | 2:0 | Szwajcaria | Bell Centre, Montreal |

| Szczegóły      | Szczegóły                                     | Szczegóły       | Szczegóły | Szczegóły                                                                                              |
| -------------- | --------------------------------------------- | --------------- | --------- | --- |
| Godzina: 17:30 | A. Räsänen (EQ) 24:35 E. Tolvanen (PP1) 33:53 | (0:0, 2:0, 0:0) |           | Widzów: 4013 Sędzia główny: Darcy Burchell Marcus Linde Sędziowie liniowi: Jimmy Dahmen Libor Suchanek |
| Godzina: 17:30 | 2 min.                                        |                 | 8 min.    | Widzów: 4013 Sędzia główny: Darcy Burchell Marcus Linde Sędziowie liniowi: Jimmy Dahmen Libor Suchanek |

Tabela
| Lp. | Zespół     | M | Pkt | Z | Zd | Pd | P | G+ | G- | +/− |
| --- | ---------- | - | --- | - | -- | -- | - | -- | -- | --- |
| 1.  | Szwecja    | 4 | 12  | 4 | 0  | 0  | 0 | 18 | 6  | +12 |
| 2.  | Dania      | 4 | 6   | 1 | 1  | 1  | 1 | 11 | 15 | -4  |
| 3.  | Czechy     | 4 | 5   | 1 | 0  | 2  | 1 | 9  | 13 | -4  |
| 4.  | Szwajcaria | 4 | 4   | 0 | 2  | 0  | 2 | 11 | 13 | -2  |
| 5.  | Finlandia  | 4 | 3   | 1 | 0  | 0  | 3 | 6  | 8  | -2  |

    = awans do ćwierćfinałów     = baraż o utrzymanie
Grupa B
| 26 grudnia 2016 | Stany Zjednoczone | 6:1 | Łotwa | Air Canada Center, Toronto |

| Szczegóły      | Szczegóły | Szczegóły       | Szczegóły                  | Szczegóły                                                                                                |
| -------------- | --- | --------------- | -------------------------- | --- |
| Godzina: 15:30 | P. Harper (EQ) 06:27 C. White (EQ/EA) 26:29 C. Keller (EQ) 38:45 C. Keller (EQ) 52:19 J. Bracco (PP1) 57:41 J. Greenway (EQ) 59:20 | (1:1, 2:0, 3:0) | 15:22 (EQ) R. Krastenbergs | Widzów: 7014 Sędzia główny: Jozef Kubus Maksim Sidorenko Sędziowie liniowi: Dmitrij Goliak Henrik Haurum |
| Godzina: 15:30 | 14 min. |                 | 20 min.                    | Widzów: 7014 Sędzia główny: Jozef Kubus Maksim Sidorenko Sędziowie liniowi: Dmitrij Goliak Henrik Haurum |

| 26 grudnia 2016 | Kanada | 5:3 | Rosja | Air Canada Center, Toronto |

| Szczegóły      | Szczegóły                                                                                              | Szczegóły       | Szczegóły                                                            | Szczegóły                                                                                       |
| -------------- | --- | --------------- | -------------------------------------------------------------------- | ----------------------------------------------------------------------------------------------- |
| Godzina: 20:00 | T. Jost (EQ) 03:11 D. Strome (PP1) 33:15 N. Roy (EQ) 37:08 M. Barzal (PP1) 43:03 D. Strome (PP1) 49:06 | (1:1, 2:0, 2:2) | 09:47 (EQ) M. Siergaczow 45:12 (PP1) K. Kaprizow 50:36 (EQ) J. Rykow | Widzów: 18099 Sędzia główny: Jan Hribik Marcus Linde Sędziowie liniowi: Jimmy Dahmen Jake Davis |
| Godzina: 20:00 | 6 min.                                                                                                 |                 | 12 min.                                                              | Widzów: 18099 Sędzia główny: Jan Hribik Marcus Linde Sędziowie liniowi: Jimmy Dahmen Jake Davis |

| 27 grudnia 2016 | Łotwa | 1:9 | Rosja | Air Canada Center, Toronto |

| Szczegóły      | Szczegóły              | Szczegóły       | Szczegóły | Szczegóły                                                                                              |
| -------------- | ---------------------- | --------------- | --- | --- |
| Godzina: 16:00 | R. Balcers (PP1) 23:42 | (0:3, 1:3, 0:3) | 05:33 (EQ) D. Jurtaikin 12:10 (EQ) A. Połunin 17:39 (EQ) P. Karnauchow 20:56 (EQ) K. Kaprizow 24:21 (EQ) A. Połunin 25:04 (EQ) K. Biełajew 46:07 (PP1) K. Kaprizow 49:28 (PP2) J. Trienin 56:07 (PP1) K. Kaprizow | Widzów: 6789 Sędzia główny: Darcy Burchell Marcus Linde Sędziowie liniowi: Jimmy Dahmen Libor Suchanek |
| Godzina: 16:00 | 18 min.                |                 | 10 min. | Widzów: 6789 Sędzia główny: Darcy Burchell Marcus Linde Sędziowie liniowi: Jimmy Dahmen Libor Suchanek |

| 27 grudnia 2016 | Kanada | 5:0 | Słowacja | Air Canada Center, Toronto |

| Szczegóły      | Szczegóły | Szczegóły       | Szczegóły | Szczegóły                                                                                       |
| -------------- | --- | --------------- | --------- | ----------------------------------------------------------------------------------------------- |
| Godzina: 20:00 | J. Lauzon (EQ) 25:30 T. Raddysh (PP1) 30:57 A. Cirelli (EQ) 32:37 T. Chabot (PP1) 36:25 M. McLeod (PP1) 42:59 | (0:0, 4:0, 1:0) |           | Widzów: 12694 Sędzia główny: Jan Hribik Brett Sheva Sędziowie liniowi: Jake Davis Henrik Haurum |
| Godzina: 20:00 | 4 min. |                 | 8 min.    | Widzów: 12694 Sędzia główny: Jan Hribik Brett Sheva Sędziowie liniowi: Jake Davis Henrik Haurum |

| 28 grudnia 2016 | Słowacja | 2:5 | Stany Zjednoczone | Air Canada Center, Toronto |

| Szczegóły      | Szczegóły                                    | Szczegóły       | Szczegóły | Szczegóły |
| -------------- | -------------------------------------------- | --------------- | --- | --- |
| Godzina: 19:30 | M. Fehérváry (PP1) 18:08 M. Roman (EQ) 59:23 | (1:2, 0:3, 1:0) | 10:15 (EQ) T. Laczynski 17:00 (EQ) C. White 22:03 (EQ) T. Thompson 28:39 (EQ) C. McAvoy 32:57 (PP1) T. Terry | Widzów: 8391 Sędzia główny: Darcy Burchell Maksim Sidorenko Sędziowie liniowi: Dmitrij Goliak Libor Suchanek |
| Godzina: 19:30 | 22 min.                                      |                 | 4 min. | Widzów: 8391 Sędzia główny: Darcy Burchell Maksim Sidorenko Sędziowie liniowi: Dmitrij Goliak Libor Suchanek |

| 29 grudnia 2016 | Rosja | 2:3 | Stany Zjednoczone | Air Canada Center, Toronto |

| Szczegóły      | Szczegóły                                     | Szczegóły       | Szczegóły                                                     | Szczegóły |
| -------------- | --------------------------------------------- | --------------- | ------------------------------------------------------------- | --- |
| Godzina: 15:30 | K. Urakow (SH1) 11:59 K. Kaprizow (PP1) 37:17 | (1:1, 1:2, 0:0) | 04:14 (EQ) C. Keller 24:03 (PP1) C. White 31:41 (EQ) T. Terry | Widzów: 13759 Sędzia główny: Anssi Salonen Daniel Stricker Sędziowie liniowi: Sakari Suominen Nathan Vanoosten |
| Godzina: 15:30 | 10 min.                                       |                 | 6 min.                                                        | Widzów: 13759 Sędzia główny: Anssi Salonen Daniel Stricker Sędziowie liniowi: Sakari Suominen Nathan Vanoosten |

| 29 grudnia 2016 | Łotwa | 2:10 | Kanada | Air Canada Center, Toronto |

| Szczegóły      | Szczegóły                                           | Szczegóły       | Szczegóły | Szczegóły                                                                                                |
| -------------- | --------------------------------------------------- | --------------- | --- | --- |
| Godzina: 20:00 | R. Krastenbergs (SH1) 37:58 M. Dzierkals (EQ) 47:59 | (0:3, 1:5, 1:2) | 10:38 (SH1) M. Barzal 11:54 (PP1) N. Roy 19:40 (PP1) T. Raddysh 29:11 (PP1) T. Raddysh 32:13 (EQ) T. Raddysh 32:53 (EQ) M. Barza 33:30 (EQ) A. Cirelli 34:56 (EQ) M. McLeod 42:07 (EQ) T. Raddysh 58:05 (EQ) J. Gauthier | Widzów: 13796 Sędzia główny: Tobias Bjork Mark Lemelin Sędziowie liniowi: Nicolas Fluri Nathan Vanoosten |
| Godzina: 20:00 | 14 min.                                             |                 | 20 min. | Widzów: 13796 Sędzia główny: Tobias Bjork Mark Lemelin Sędziowie liniowi: Nicolas Fluri Nathan Vanoosten |

| 30 grudnia 2016 | Słowacja | 4:2 | Łotwa | Air Canada Center, Toronto |

| Szczegóły      | Szczegóły                                                                           | Szczegóły       | Szczegóły                                  | Szczegóły |
| -------------- | ----------------------------------------------------------------------------------- | --------------- | ------------------------------------------ | --- |
| Godzina: 19:30 | F. Lestan (EQ) 08:13 M. Roman (EQ) 38:11 A. Hatala (EQ) 40:41 M. Sloboda (EQ) 45:01 | (1:1, 1:0, 2:1) | 03:40 (EQ) K. Čukste 53:29 (PP2) F. Buncis | Widzów: 6018 Sędzia główny: Mark Lemelin Marian Rohatsch Sędziowie liniowi: Lukas Kohlmuller Sakari Suominen |
| Godzina: 19:30 | 12 min.                                                                             |                 | 10 min.                                    | Widzów: 6018 Sędzia główny: Mark Lemelin Marian Rohatsch Sędziowie liniowi: Lukas Kohlmuller Sakari Suominen |

| 31 grudnia 2016 | Stany Zjednoczone | 3:1 | Kanada | Air Canada Center, Toronto |

| Szczegóły      | Szczegóły                                                         | Szczegóły       | Szczegóły             | Szczegóły                                                                                               |
| -------------- | ----------------------------------------------------------------- | --------------- | --------------------- | --- |
| Godzina: 15:30 | C. White (PP1) 04:31 J. Greenway (PP1) 06:04 J. Bracco (EQ) 33:08 | (2:0, 1:1, 0:0) | 28:12 (PP2) T. Chabot | Widzów: 18584 Sędzia główny: Anssi Salonen Daniel Stricker Sędziowie liniowi: Nicolas Fluri Jakow Palej |
| Godzina: 15:30 | 37 min.                                                           |                 | 16 min.               | Widzów: 18584 Sędzia główny: Anssi Salonen Daniel Stricker Sędziowie liniowi: Nicolas Fluri Jakow Palej |

| 31 grudnia 2016 | Rosja | 2:0 | Słowacja | Air Canada Center, Toronto |

| Szczegóły      | Szczegóły                                    | Szczegóły       | Szczegóły | Szczegóły                                                                                                  |
| -------------- | -------------------------------------------- | --------------- | --------- | --- |
| Godzina: 20:00 | D. Gurjanow (PP1) 29:06 J. Trenin (EQ) 49:39 | (0:0, 1:0, 1:0) |           | Widzów: 5269 Sędzia główny: Marian Rohatsch Robin Sir Sędziowie liniowi: Lukas Kohlmuller Nathan Vanoosten |
| Godzina: 20:00 | 4 min.                                       |                 | 6 min.    | Widzów: 5269 Sędzia główny: Marian Rohatsch Robin Sir Sędziowie liniowi: Lukas Kohlmuller Nathan Vanoosten |

Tabela
| Lp. | Zespół            | M | Pkt | Z | Zd | Pd | P | G+ | G- | +/− |
| --- | ----------------- | - | --- | - | -- | -- | - | -- | -- | --- |
| 1.  | Stany Zjednoczone | 4 | 12  | 4 | 0  | 0  | 0 | 17 | 6  | +11 |
| 2.  | Kanada            | 4 | 9   | 3 | 0  | 0  | 1 | 21 | 8  | +13 |
| 3.  | Rosja             | 4 | 6   | 2 | 0  | 0  | 2 | 16 | 9  | +7  |
| 4.  | Słowacja          | 4 | 3   | 1 | 0  | 0  | 3 | 6  | 14 | -8  |
| 5.  | Łotwa             | 4 | 0   | 0 | 0  | 0  | 4 | 6  | 29 | -23 |

    = awans do ćwierćfinałów     = baraż o utrzymanie

## Turniej play-out
| 2 stycznia 2017 | Finlandia | 2:1 | Łotwa | Bell Centre, Montreal |

| Szczegóły      | Szczegóły                                          | Szczegóły       | Szczegóły                 | Szczegóły                                                                                                |
| -------------- | -------------------------------------------------- | --------------- | ------------------------- | --- |
| Godzina: 11:00 | V. Saarijärvi (PP1) 07:43 K. Vesalainen (EQ) 49:00 | (1:0, 0:1, 1:0) | 24:37 (EQ) M. Ponomarenko | Widzów: 3016 Sędzia główny: Brett Sheva Maksim Sidorenko Sędziowie liniowi: Dmitrij Goliak Henrik Haurum |
| Godzina: 11:00 | 10 min.                                            |                 | 12 min.                   | Widzów: 3016 Sędzia główny: Brett Sheva Maksim Sidorenko Sędziowie liniowi: Dmitrij Goliak Henrik Haurum |

| 3 stycznia 2017 | Łotwa | 1:4 | Finlandia | Bell Centre, Montreal |

| Szczegóły      | Szczegóły                   | Szczegóły       | Szczegóły                                                                                        | Szczegóły                                                                                  |
| -------------- | --------------------------- | --------------- | ------------------------------------------------------------------------------------------------ | ------------------------------------------------------------------------------------------ |
| Godzina: 17:30 | R. Krastenbergs (PP1) 16:23 | (1:1, 0:0, 0:3) | 01:31 (PP2) E. Tolvanen 41:28 (PP1) V. Saarijärvi 42:33 (EQ) J. Välimäki 57:26 (PP2) J. Välimäki | Widzów: 4216 Sędzia główny: Jan Hribik Robin Sir Sędziowie liniowi: Jake Davis Jakow Palej |
| Godzina: 17:30 | 49 min.                     |                 | 16 min.                                                                                          | Widzów: 4216 Sędzia główny: Jan Hribik Robin Sir Sędziowie liniowi: Jake Davis Jakow Palej |

## Faza pucharowa
Ćwierćfinały
| 2 stycznia 2017 | Dania | 0:4 | Rosja | Air Canada Centre, Toronto |

| Szczegóły      | Szczegóły   | Szczegóły       | Szczegóły                                                                                   | Szczegóły |
| -------------- | ----------- | --------------- | ------------------------------------------------------------------------------------------- | --- |
| Godzina: 13:00 |             | (0:2, 0:0, 0:2) | 08:45 (EQ) A. Polunin 19:49 (PP) K. Kaprizow 47:12 (EQ) P. Karnauhow 55:35 (EQ) K. Kaprizow | Widzów: 7 801 Sędzia główny: Mark Lemelin Marian Rohatsch Sędziowie liniowi: Lukas Kohlmuller Sakari Suominen |
| Godzina: 13:00 | 10 min. kar |                 | 14 min. kar                                                                                 | Widzów: 7 801 Sędzia główny: Mark Lemelin Marian Rohatsch Sędziowie liniowi: Lukas Kohlmuller Sakari Suominen |

| 2 stycznia 2017 | Szwecja | 8:3 | Słowacja | Bell Centre, Montreal |

| Szczegóły      | Szczegóły | Szczegóły       | Szczegóły                                                       | Szczegóły                                                                                           |
| -------------- | --- | --------------- | --------------------------------------------------------------- | --------------------------------------------------------------------------------------------------- |
| Godzina: 15:30 | J. Eriksson Ek (PP) 01:18 T. Söderlund (EQ) 16:28 C. Grundström (EQ) 17:01 A. Nylander (EQ) 26:17 F. Karlström (EQ) 33:07 T. Söderlund (EQ) 42:36 L. Andersson (PP) 44:27 J. Eriksson Ek (PP) 57:04 | (3:0, 2:2, 3:1) | 35:48 (PP) M. Bodak 36:54 (EQ) M. Struska 41:53 (EQ) A. Ruzicka | Widzów: 6 331 Sędzia główny: Darcy Burchell Jan Hribik Sędziowie liniowi: Jake Davis Libor Suchanek |
| Godzina: 15:30 | 2 min. kar |                 | 20 min. kar                                                     | Widzów: 6 331 Sędzia główny: Darcy Burchell Jan Hribik Sędziowie liniowi: Jake Davis Libor Suchanek |

| 2 stycznia 2017 | Stany Zjednoczone | 3:2 | Szwajcaria | Air Canada Centre, Toronto |

| Szczegóły      | Szczegóły                                                       | Szczegóły       | Szczegóły                                     | Szczegóły                                                                                           |
| -------------- | --------------------------------------------------------------- | --------------- | --------------------------------------------- | --------------------------------------------------------------------------------------------------- |
| Godzina: 17:30 | J. Bracco (PP) 08:32 L. Kunin (EQ) 10:42 J. Greenway (PP) 46:18 | (3:0, 2:2, 3:1) | 30:47 (PP) N. Hischier 46:00 (PP) N. Hischier | Widzów: 6 331 Sędzia główny: Tobias Björk Robin Šír Sędziowie liniowi: Jakow Palej Nathan Vanoosten |
| Godzina: 17:30 | 10 min. kar                                                     |                 | 18 min. kar                                   | Widzów: 6 331 Sędzia główny: Tobias Björk Robin Šír Sędziowie liniowi: Jakow Palej Nathan Vanoosten |

| 2 stycznia 2017 | Kanada | 5:3 | Czechy | Bell Centre, Montreal |

| Szczegóły      | Szczegóły | Szczegóły       | Szczegóły                                                       | Szczegóły                                                                                            |
| -------------- | --- | --------------- | --------------------------------------------------------------- | --- |
| Godzina: 20:00 | B. Speers (EQ) 23:45 M. Stephens (EQ) 27:27 T. Chabot (EQ) 33:32 J. Gauthier (EQ) 43:18 J. Gauthier (EQ) 46:37 | (0:1, 3:1, 2:1) | 16:49 (EQ) D. Kaše 28:53 (EQ) T. Soustal 45:54 (EQ) S. Stransky | Widzów: 10 215 Sędzia główny: Jozef Kubus Marcus Linde Sędziowie liniowi: Jimmy Dahmen Nicolas Fluri |
| Godzina: 20:00 | 4 min. kar |                 | 8 min. kar                                                      | Widzów: 10 215 Sędzia główny: Jozef Kubus Marcus Linde Sędziowie liniowi: Jimmy Dahmen Nicolas Fluri |

Półfinały
| 4 stycznia 2017 | Stany Zjednoczone | 4:3 pk. | Rosja | Bell Centre, Montreal |

| Szczegóły      | Szczegóły                                                                         | Szczegóły                 | Szczegóły                                                            | Szczegóły                                                                                                   |
| -------------- | --------------------------------------------------------------------------------- | ------------------------- | -------------------------------------------------------------------- | --- |
| Godzina: 15:00 | C. White (EQ) 19:05 L. Kunin (PP1) 30:23 C. White (EQ) 36:21 T. Terry (GWG) 70:00 | (1:1, 2:1, 0:1, 0:0, 1:0) | 11:54 (EQ) K. Kaprizow 21:17 (EQ) D. Gurjanow 46:04 (EQ) D. Gurjanow | Widzów: 11576 Sędzia główny: Darcy Burchell Marcus Linde Sędziowie liniowi: Lukas Kohlmuller Libor Suchanek |
| Godzina: 15:00 | 2 min.                                                                            |                           | 8 min.                                                               | Widzów: 11576 Sędzia główny: Darcy Burchell Marcus Linde Sędziowie liniowi: Lukas Kohlmuller Libor Suchanek |

| 4 stycznia 2017 | Szwecja | 2:5 | Kanada | Bell Centre, Montreal |

| Szczegóły      | Szczegóły                                           | Szczegóły       | Szczegóły | Szczegóły                                                                                               |
| -------------- | --------------------------------------------------- | --------------- | --- | --- |
| Godzina: 19:30 | J. Eriksson Ek (SH1) 06:05 C. Grundström (EQ) 08:05 | (2:2, 0:1, 0:2) | 07:43 (EQ) M. Stephens 18:49 (EQ) A. Cirelli 32:02 (EQ) J. Gauthier 47:38 (EQ) D. Strome 58:02 (ENG) J. Gauthier | Widzów: 13456 Sędzia główny: Anssi Salonen Daniel Stricker Sędziowie liniowi: Jake Davis Dmitrij Goliak |
| Godzina: 19:30 | 12 min.                                             |                 | 8 min. | Widzów: 13456 Sędzia główny: Anssi Salonen Daniel Stricker Sędziowie liniowi: Jake Davis Dmitrij Goliak |

Mecz o trzecie miejsce
| 5 stycznia 2017 | Szwecja | 1:2 pd. | Rosja | Bell Centre, Montreal |

| Szczegóły      | Szczegóły            | Szczegóły            | Szczegóły                                     | Szczegóły                                                                                                  |
| -------------- | -------------------- | -------------------- | --------------------------------------------- | --- |
| Godzina: 15:30 | J. Dahlen (EQ) 30:11 | (0:0, 1:1, 0:0, 0:1) | 20:16 (EQ) K. Kaprizow 60:33 (EQ) D. Gurjanow | Widzów: 8366 Sędzia główny: Darcy Burchell Jozef Kubus Sędziowie liniowi: Sakari Suominen Nathan Vanoosten |
| Godzina: 15:30 | 4 min.               |                      | 6 min.                                        | Widzów: 8366 Sędzia główny: Darcy Burchell Jozef Kubus Sędziowie liniowi: Sakari Suominen Nathan Vanoosten |

Finał
| 5 stycznia 2017 | Stany Zjednoczone | 5:4 pk. | Kanada | Bell Centre, Montreal |

| Szczegóły      | Szczegóły                                                                                                  | Szczegóły                 | Szczegóły                                                                         | Szczegóły                                                                                                |
| -------------- | --- | ------------------------- | --------------------------------------------------------------------------------- | --- |
| Godzina: 20:00 | C. McAvoy (EQ) 23:04 K. Bellows (PP1) 29:30 K. Bellows (EQ) 44:44 C. White (EQ) 47:07 T. Terry (GWG) 80:00 | (0:2, 2:0, 2:2, 0:0, 1:0) | 04:58 (EQ) T. Chabot 09:02 (EQ) J. Lauzon 41:52 (PP1) N. Roy 44:05 (EQ) M. Joseph | Widzów: 20173 Sędzia główny: Anssi Salonen Daniel Stricker Sędziowie liniowi: Jimmy Dahmen Nicolas Fluri |
| Godzina: 20:00 | 12 min. |                           | 4 min.                                                                            | Widzów: 20173 Sędzia główny: Anssi Salonen Daniel Stricker Sędziowie liniowi: Jimmy Dahmen Nicolas Fluri |

## Statystyki
- Klasyfikacja strzelców:  Kiriłł Kaprizow – 9 goli[2]
- Klasyfikacja asystentów:  Michaił Worobjow – 10 asyst[3]
- Klasyfikacja kanadyjska:  Kiriłł Kaprizow – 12 punktów[2]
- Klasyfikacja +/−:  Lukas Carlsson – +9[4]

## Nagrody
Najbardziej Wartościowy Zawodnik (MVP) turnieju
- Thomas Chabot

Nagrody IIHF dla najlepszych zawodników
- Bramkarz:  Felix Sandström
- Obrońca:  Thomas Chabot
- Napastnik:  Kiriłł Kaprizow

Skład Gwiazd turnieju
- Bramkarz:  Ilja Samsonow
- Obrońcy:  Thomas Chabot,  Charlie McAvoy
- Napastnicy:  Kiriłł Kaprizow,  Alexander Nylander,  Clayton Keller